# Kulacadağ, Atakum
Kulacadağ là một xã thuộc quận Atakum, tỉnh Samsun, Thổ Nhĩ Kỳ. Dân số thời điểm năm 2010 là 268 người.